# Иван Гюргинчев
Иван Павлов Гюргинчев е български учител и юрист.

## Биография
Роден е на 20 октомври 1956 г. в Благоевград. Завършва политехническа гимназия „Неофит Рилски“ в Кюстендил, след което следва българска филология и педагогика в Софийския държавен университет. Дълги години работи като учител и директор на Основното училище в с. Ябълково, Кюстендилско. Завършва и юридическо образоване през 1999 г. в Югозападния университет „Неофит Рилски“ в Благоевград.
Избран е за кмет на Кюстендил от листата на СДС на 1 ноември 1991 г. През мандата му е открито в града висше учебно заведение, филиал на Югозападния университет „Неофит Рилски“ – Благоевград, със специалности „Агробизнес“ и „Счетоводство и контрол“. Извършена е реституция, като са върнати над 1000 имота на бивши собственици. Много общински фирми се преобразуват в търговски дружества. Изготвен е и приет общ градоустройствен план на централната градска част на града (1993). Създава се общинска полиция. Поставя се и началото на приватизацията, главно в областта на търговията и услугите. Заема кметския пост до 1 ноември 1995 г.